# Proteuxoa erasa
Proteuxoa erasa là một loài bướm đêm trong họ Noctuidae.